# Anna Maria de Koker

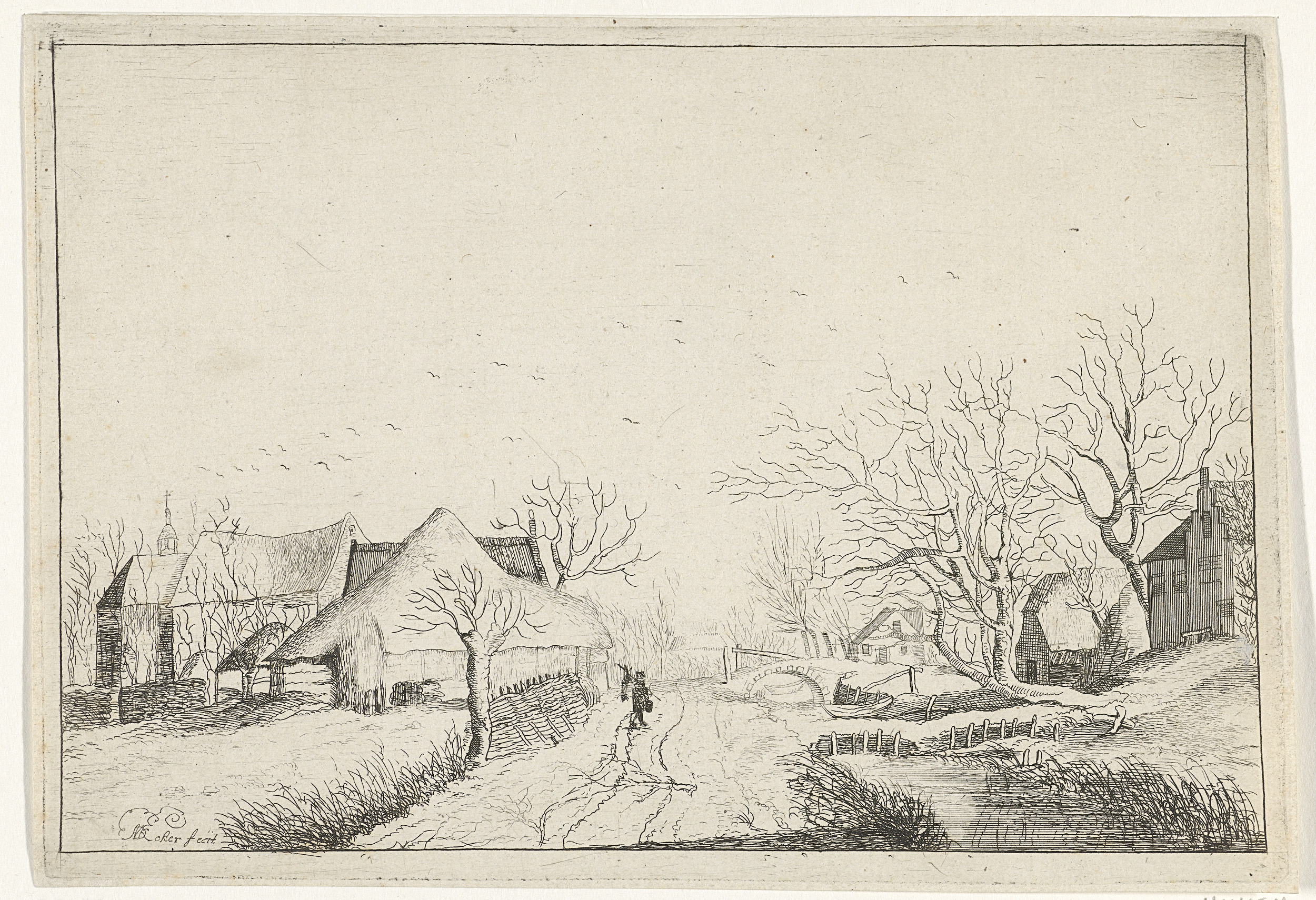
Wintergezicht

Anna Maria de Koker ook: Anna Maria Caemersveldt (gedoopt Amsterdam 12 november 1666 – begraven Amsterdam 17 mei 1698) was een dichteres, schilderes en etster.
De Koker was een dochter van de koopman Jan Agges de Kooker (ca. 1640 – 1684) en zijn echtgenote Anna Francken (ca. 1640 – 1688). In 1684 trouwde ze met de wijnkoper Jan Camersfelt (ca. 1662 – 1719). Het echtpaar liet in 1685 een zoon dopen, maar het is niet uitgesloten dat er meer kinderen waren. De Koker was Rooms Katholiek.
Haar oeuvre bestaat voornamelijk uit landschapjes. Er zijn zo'n twintig etsen van haar bekend. Dat zij ook schilderde blijkt uit een Amsterdamse boedelinventaris uit 1691 waarin een door 'Jouffrouw Caemersveldt' geschilderd landschap wordt vermeld.
Over het leven van De Koker is weinig bekend. In de oudere literatuur vindt men vermeld dat zij ca. 1650 te Monnickendam geboren zou zijn. Dit is niet correct.